# دبليو. رولاند ستاين
دبليو. رولاند ستاين هو سياسي أمريكي، ولد في 7 سبتمبر 1940 في شيلبيفيل في الولايات المتحدة، وتوفي في 24 أبريل 2003. نشط حزبياً في الحزب الجمهوري. وقد انتخب عضو مجلس نواب إنديانا ‏.